# Dolmen de lo Pou
El Dolmen de lo Pou és un dolmen del terme comunal d'Eina, de l'Alta Cerdanya, a la Catalunya del Nord.
Està situat a 1.581 m alt al nord del terme d'Eina, també al nord del poble d'aquest nom, a ponent de la partida de la Llosa, partida que sens dubte pren el nom de la presència d'aquest megàlit. És a 650 metres en línia recta al sud-est del Dolmen de la Borda.